# ألان فيني
ألان فيني (بالإنجليزية: Alan Finney) (31 أكتوبر 1933 في المملكة المتحدة - 30 يوليو 2025) هو لاعب كرة قدم بريطاني في مركز الوسط. شارك مع منتخب إنجلترا تحت 21 سنة لكرة القدم. أما مع النوادي، فقد لعب مع شيفيلد وينزداي ونادي دونكاستر روفرز.

## وصلات خارجية
- ألان فيني على موقع قاعدة بيانات كرة القدم.إي يو (الإنجليزية)